# چارلی بورا

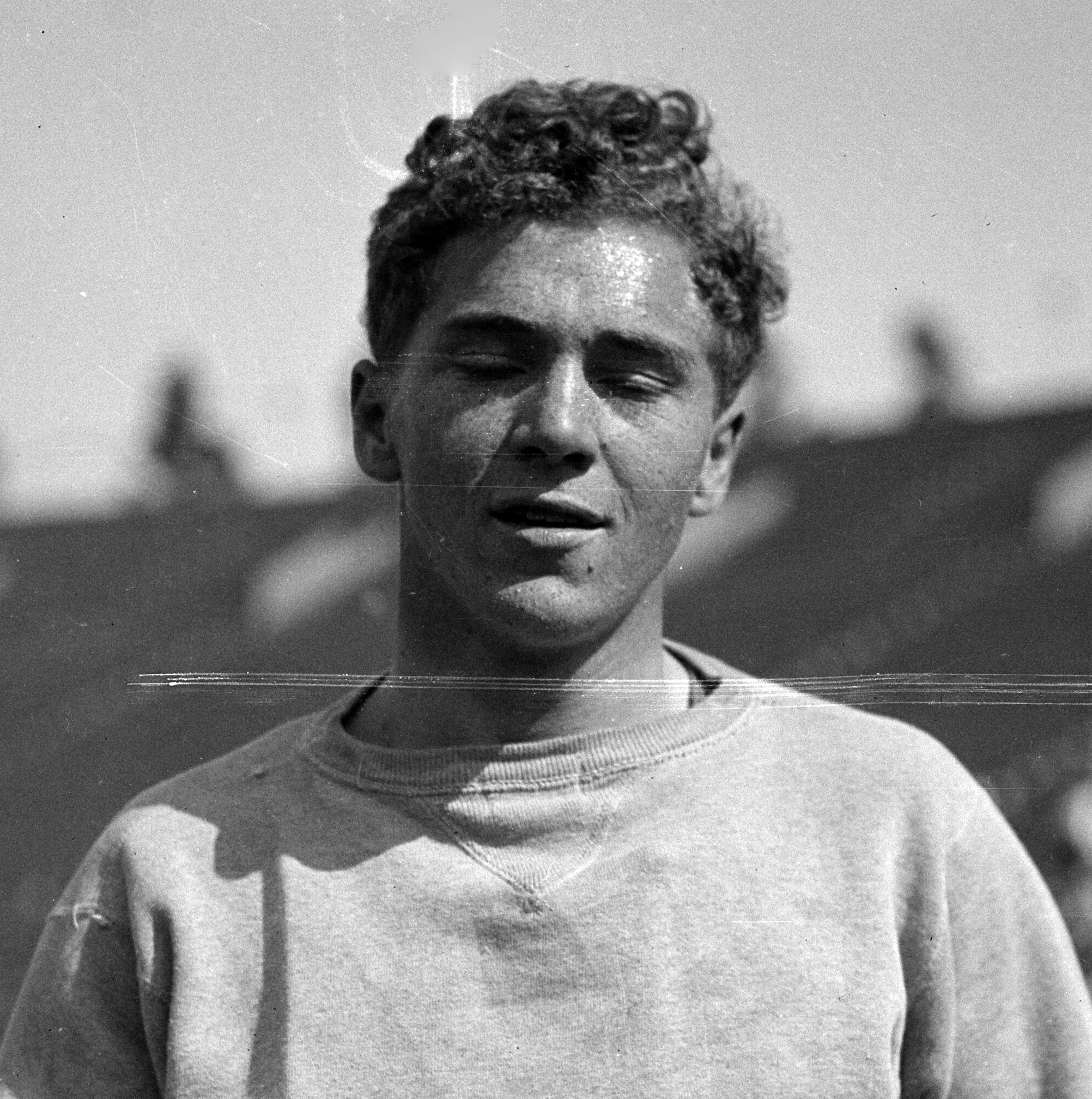
چارلی بورا در سال ۱۹۲۸

چارلی بورا (انگلیسی: Charley Borah; ۱۱ نوامبر ۱۹۰۶ – ۴ نوامبر ۱۹۸۰) دونده اهل ایالات متحده آمریکا بود.